# Sistema de Humedales de la Zona Sur de Honduras
Los humedales de la zona sur de Honduras fueron declarados como sitio Ramsar en Honduras. Se localizan en el Golfo de Fonseca. El 10 de julio de 1999 fueron declarados como el sitio Ramsar Número 1,000

## Nueve áreas protegidas
Fueron seleccionadas diez áreas protegidas en el sistema “Sistema de humedales del Golfo de Fonseca” en la zona sur de Honduras:
1. Parque nacional marino Archipiélago del Golfo de Fonseca con sus 13 islas e islotes (municipios de Nacaome, Alianza y Amapala).
2. Área de manejo de hábitat Bahía de Chismuyo (Alianza, Amapala, Goascorán y Nacaome),
3. Laguna de invierno El Jicarito (Namasigüe, Choluteca),
4. La Berbería en los municipios de El Triunfo y Choluteca,
5. Las Iguanas y Punta Condega en Marcovia,
6. Isla del Tigre en Amapala.
7. Los Delgaditos en Marcovia (Choluteca),
8. Bahía de San Lorenzo, entre los municipios de Choluteca y San Lorenzo
9. San Bernardo en Choluteca.
10. Los esteros de San Lorenzo,
11. Sitio de anidamiento Granjas Marinas San Bernardo,

## Parque nacional marino Archipiélago del Golfo de Fonseca
El parque nacional marino Archipiélago del Golfo de Fonseca Tiene una extensión de 4,057 hectáreas y lo conforman las Islas:
- Garrobo,
- San Carlos,
- Exposición,
- Violín,
- Sirena,
- Comandante,
- El Padre,
- Las Almejas,
- Los Pájaros,
- Pacar,
- Coyote,
- Inglesera,
- Conejo,
- Zacate Grande
- y El Tigre.

Las islas Zacate Grande y El tigre son las que tienen mayor extensión.
La Comisión de Verificación y Control del Golfo de Fonseca (CVCGF), es la encargada de evitar la deforestación y la tala ilegal en la zona para evitar la sequía y la desertificacion, está integrada por los entes gubernamentales, municipalidades, organismos no gubernamentales, empresarios y representantes de la sociedad civil de la zona, liderada por la alcaldía de Marcovia.

## Vida silvestre
Los humedales crean una gran diversidad de ecosistemas naturales:
- Extensiones de marismas,
- Pantanos,
- Turberas o aguas de régimen natural o artificial, permanentes o temporales, estancadas o corrientes, dulces o saladas, incluyendo las extensiones de agua marina de menos de seis metros.

## Clima
Durante la temporada seca (diciembre a abril), el nivel de agua, los ríos y los lagos disminuyen y la vida silvestre también, con la llegada de la temporada lluviosa (mayo a noviembre) aparece una gran multitud de aves y fauna silvestre.

## Fauna
Se pueden observar una gran cantidad de aves entre ellas garzas las cuales cazan peces y camarones.

## Importancia
Los humedales son hábitat de una gran diversidad de flora y fauna, sirven de descanso para varias especies de anátidos en migración (patos) y una gran diversidad de aves acuáticas que durante el invierno en el hemisferio norte deciden emigrar al sur y regresan nuevamente al norte cuando ha pasado el invierno.
Los humedales también sirven a la tortuga golfina, que llegan a depositar sus huevos, entre ellas la especie en peligro de extinción Lepidochelys olivacea. Además de ser el hábitat de reptiles como las iguanas y los garrobos.
Retienen agua para consumo humano y para la agricultura y forman pozas naturales para nadar y disfrutar. Retienen y absorben el agua aprovechándola para generar vida y evitando inundaciones.
Son fuente de madera o leña que es utilizada como combustible o para construcciones.
Son una fuente de alimentos marinos; peces, camarones, cangrejos, curiles pulpos, y otros moluscos.
Sirven de vía natural para el transporte de personas y materiales.
Son una fuente de obtención de sal de mesa para consumo humano.
En esta zona se produce además caña de azúcar, sandía y melón, además es una zona de ecoturismo en expansión.

## Problemas
La zona enfrenta problemas ambientales debido a la indiscriminada explotación de los recursos naturales, la deforestación, pérdida de la regulación hídrica y de la calidad del agua, el deterioro del suelo, pérdida del bosque de mangle para el desarrollo de proyectos acuícolas, degradación genética de las especies, apoderamiento de playas públicas como zonas privadas y la extracción de arena en forma irracional para usos industriales.